# Крајовски споразум
Крајовски споразум је потписан 5. октобра 1944. године у Крајови, Румунији. Споразум је примирја и склопљен је између Бугарске и комунистичког отпора у Југославији.
Споразум је закључен посредовањем Совјетског Савеза. Он званично легитимише војни боравак бугарске војске на југословенској територији и војну сарадњу са Народноослободилачком војском Југославије. Споразум прихвата да ће сва питања која произлазе из комшијских односа и пријатељске сарадње Бугарске и Југославије "бити решена у духу братских и заједничких интереса народа Југославије и Бугарске". Бугарска војска имала је задатак да порази непријатељске снаге у источној Србији и Вардарској Македонији и прекине немачко повлачење дуж долине река Морава, Вардар и Ибар. У пракси, међутим, маршал Тито не жели да се бугарска војска бори на југословенској територији и пристаје на бугарско војно учешће тек након личног притиска Стаљина, али под условом да бугарска војска не освоји велике градове, већ се заустави пред њима и омогући прво као ослободиоци који су ушли у југословенске гериле.